# سوسکچه‌های نخستین دیکوردیلوس
سوسکچه‌های نخستین دیکوردیلوس(نام علمی: Dicordylus) نام یک سرده از تیره سوسکچه‌های نخستین است.